# اچ‌ام‌اس پلومپر (۱۸۴۸)
اچ‌ام‌اس پلومپر (۱۸۴۸) (به انگلیسی: HMS Plumper (1848)) یک کشتی بود که طول آن ۱۴۰ فوت (۴۳ متر) بود. این کشتی در سال ۱۸۴۸ ساخته شد.